# Lasioglossum perpunctatum
Lasioglossum perpunctatum är en biart som först beskrevs av Ellis 1913. Den ingår i släktet smalbin och familjen vägbin. Inga underarter finns listade i Catalogue of Life.

## Beskrivning
Huvudet och mellankroppen är metalliskt ljusgröna till blågröna hos honan, mera rent blåa hos hanen. Clypeus är svartbrun på den övre halvan, bronsfärgad på den undre och på området just ovanför clypeus. Antennerna är mörkbruna, med undersidan av själva antennlederna rödbrun. Benen är bruna, med de fyra bakre fötterna rödbruna. Vingarna är halvgenomskinliga med gulorange ribbor. Bakkroppens sterniter är bruna, medan tergiterna vanligen är svagt metallglänsande gröna hos honan, bruna hos hanen. Bakkanterna på bakkroppssegmenten är genomskinligt gulbruna. Behåringen är vitaktig och förhållandevis gles; nederdelen av ansiktet hos hanen, och tergiterna 2 till 5 hos honan är dock tätare behårade. Honan är drygt 5 till drygt 6 mm lång, medan hanen är något mindre.

## Utbredning
Biet är vanligt förekommande i Nordamerika från Nova Scotia i Kanada västerut till Manitoba och Colorado i USA. Fynd har gjorts så långt västerut som i Kalifornien, men det går inte att utesluta att dessa är av förväxlingsarter. Söderut når den North Carolina.

## Ekologi
Arten är polylektisk, den flyger till blommande växter från flera familjer, som sumakväxter, korsblommiga växter, törelväxter, ärtväxter, slideväxter, portlakväxter, rosväxter, videväxter och potatisväxter. Flygtiden varar mellan april och augusti. Boet grävs ut under jorden.

## Bildgalleri

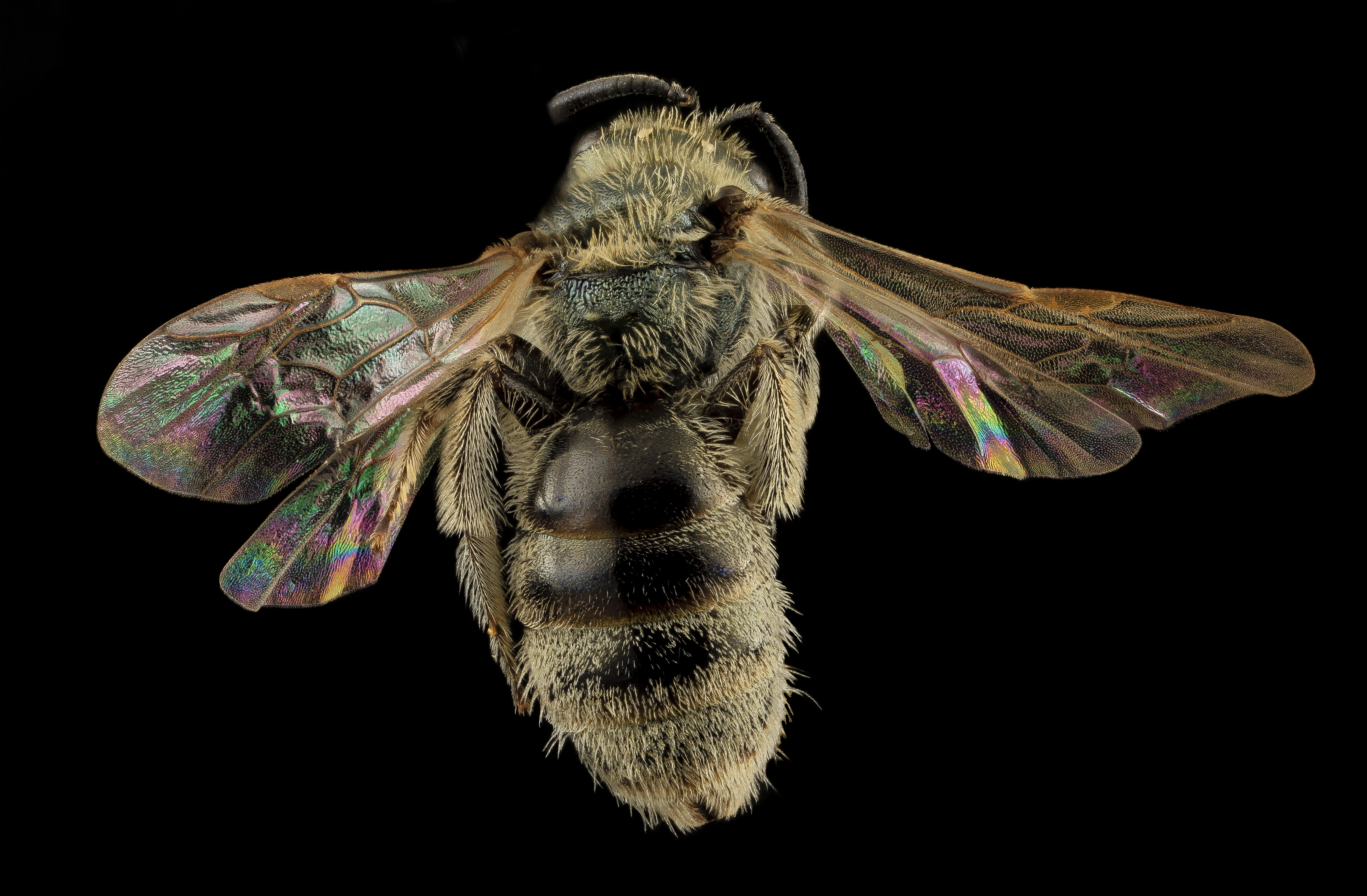
Hona, ryggsida.
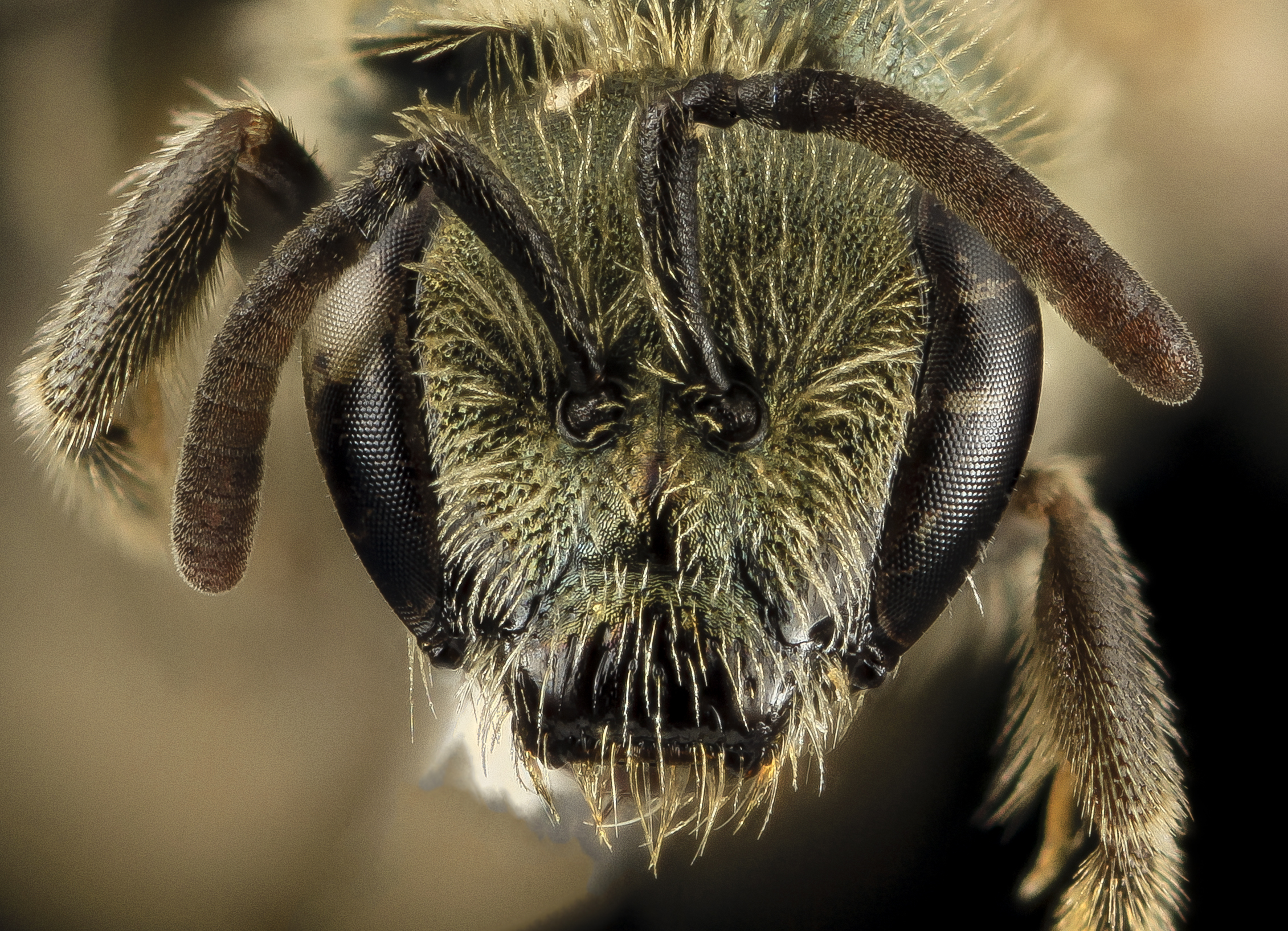
Hona, ansikte.